# Ефремов, Андрей Михайлович
Андрей Михайлович Ефремов (7 октября 1903 — 1 апреля 1986) — генерал-майор танковых войск ВС СССР, начальник Саратовского высшего военного командно-инженерного училища ракетных войск в 1953—1961 годах.

## Биография
Родился 7 октября 1903 года в крестьянской семье. По одним данным, местом рождения было село Джары Волынской губернии (нынешняя Волынская область Украины), по другим — город Новоузенск. Русский. Окончил вечернюю школу взрослого повышенного типа, до призыва в армию работал чернорабочим на железной дороге. В РККА призван 1 сентября 1925 года Новоузенским районным военкоматом Саратовской области, был курсантом 20-й пехотной саратовской школы. 1 октября 1927 года стал курсантом пехотного объединения Объединённой военной школы имени ВЦИК, которую окончил в 1928 году. Член ВКП(б) с 1929 года.
1 сентября 1928 года Ефремов был назначен командиром взвода и начальником оперативного отряда 4-го туркестанского стрелкового полка. С мая 1929 по январь 1930 года участвовал в стычках против басмачей. 1 июля 1929 года назначен помощником начальника Манганского боевого участка, с августа 1929 по август 1930 годы — слушатель Ленинградских бронетанковых курсов усовершенствования комсостава. 14 августа 1930 года был направлен в Орловскую бронетанковую школу как курсовой командир, с июня 1932 года командир роты в школе. Старший лейтенант (1936), капитан (1938). С сентября 1937 по май 1940 года был слушателем Военной академии механизации и моторизации РККА имени Сталина, окончив её с отличием. В начале 1940 года произведён в майоры, 9 мая того же года произведён в подполковники и назначен командиром батальона курсантов в Орловском бронетанковом училище. По состоянию на май 1941 года был начальником учебного отдела.
Начало Великой Отечественной войны подполковник Ефремов встретил в училище, с 4 февраля по 4 мая 1942 года был слушателем АКТУС при Военной академии механизации и моторизации РККА. 25 мая 1942 года был назначен начальником штаба 159-й танковой бригады, 2 июня утверждён в должности. Воевал на Сталинградском и Юго-Западном фронтах и был дважды ранен, а 19 марта 1943 года был тяжело ранен и эвакуирован в госпиталь. 25 мая 1943 года назначен заместителем начальника Соликамского танкового училища, проработав на этом посту до конца войны. 2 августа 1944 года произведён в полковники.
7 мая 1947 года полковник Ефремов был назначен заместителем начальника Орловского танкового училища, а 18 ноября 1950 года занял аналогичную должность в Казанской высшей офицерской технической бронетанковой школе. С 10 августа 1953 года был начальником Саратовского танко-технического училища, переименованного в Саратовское артиллерийско-техническое училище (начальник с 26 августа 1959 года). Генерал-майор танковых войск (18 февраля 1958 года). В отставку по возрасту отправлен 14 июня 1961 года с правом ношения военной формы.
Проживал в Саратове. Умер 1 апреля 1986 года.

## Награды
- Орден Ленина (15 ноября 1950)[4]
- Орден Красного Знамени (четырежды), в том числе:
  - 14 февраля 1943 — за образцовое выполнение заданий Командования на фронте в борьбе с немецкими захватчиками и проявленные при этом доблесть и мужество[1]
  - 6 ноября 1945[4]
  - 30 декабря 1956[4]
- Орден Отечественной войны I степени (6 апреля 1985)[5]
- Орден Красной Звезды
  - 16 августа 1936[4]
  - 3 ноября 1944[4]
- Медаль «XX лет Рабоче-Крестьянской Красной Армии» (1938)
- Медаль «За оборону Сталинграда» (22 февраля 1942)[4]
- Медаль «За победу над Германией в Великой Отечественной войне 1941—1945 гг.» (9 мая 1945)[4]
- иные медали